# Alexander Grubmayr
Alexander Grubmayr (* 1964) ist ein österreichischer Diplomat. Er ist seit 2020 Botschafter der Republik Österreich in Ungarn an der österreichischen Botschaft in Budapest.

## Leben
Grubmayr studierte Rechtswissenschaft an der Universität Wien, an der Universität Panthéon-Assas und an der New York University. Er promovierte 1991 an der New York University mit einer Arbeit zum Thema Die Ausnehmungen der Banken, Versicherungen und Genossenschaften aus dem Kartellgesetz. Grubmayr arbeitete bei der Anwaltskanzlei Paul, Weiss, Rifkind und bei der österreichischen Industriellenvereinigung. 1995 trat er in den auswärtigen Dienst. Er arbeitete zunächst im Völkerrechtsbüro des Bundesministeriums für europäische und internationale Angelegenheiten und dann vier Jahre in der Österreichischen Botschaft in Rom. Danach arbeitete Grubmayr bis 2016 als Protokollchef der Bundespräsidenten Thomas Klestil und Heinz Fischer in der Präsidentschaftskanzlei. Von 2016 bis 2020 war er österreichischer Botschafter in Tschechien. Seit 2020 ist Grubmayr österreichischer Botschafter in Ungarn.

## Auszeichnungen
Grubmayr erhielt mehrere Auszeichnungen und Anerkennungen seiner Arbeit, darunter das Großkreuz des Verdienstordens der Italienischen Republik und das Kommandeurkreuz der französischen Ehrenlegion.

## Privates
Grubmayr ist der Sohn von Herbert Grubmayr. Er ist verheiratet und Vater einer Tochter.

## Veröffentlichungen (Auswahl)
- Die Ausnehmungen der Banken, Versicherungen und Genossenschaften aus dem Kartellgesetz in Juristische Schriftenreihe, Band 42, Wien: Verl. der Österr. Staatsdruckerei, ISBN 978-3-7046-0274-9